# Hidemi (Album)
Hidemi ist ein Jazzalbum von Patrick Shiroishi. Die 2020 entstandenen Aufnahmen erschienen am 29. Oktober 2021 als EP in einer limitierten Auflage von 200 Exemplaren und als Download auf dem Label American Dreams.

## Hintergrund
Für den Experimental-Jazz-Saxophonisten Patrick Shiroishi hat seine Herkunft als Japanisch-Amerikaner einen starken künstlerischen Einfluss, der größtenteils von den Schrecken des Krieges [in Folge der Internierung japanischstämmiger Amerikaner] geprägt ist, notierte Chris Ingalls. „Die Concentration Camps, die japanische Amerikaner durchmachen mussten, waren in den letzten Jahren ein wichtiger Teil meiner Arbeit“, erklärte er auf seiner Bandcamp-Seite. Im Jahr 2020 veröffentlichte er Descension, das sich auf Erfahrungen in diesen Lagern konzentrierte, in denen mehr als 100.000 Menschen japanischer Abstammung untergebracht waren, die nach dem japanischen Angriff auf Pearl Harbor im Jahr 1941 aus ihren Häusern an der US-Pazifikküste vertrieben wurden. Direkt von diesen schrecklichen Orten, von den Erfahrungen seines Großvaters ist sein Album Hidemi beeinflusst. Es ist nach Shiroishis Großvater Hidemi Patrick Shiroishi benannt und präsentiert Shiroishi, der alle Instrumente selbst spielt – Alt-, Bariton-, Tenor-, C-Melodie- und Sopransaxophon sowie Gesang, und im Mehrspurverfahren übereinander schichtet.
„Ein Teil von mir hat dieses Hochstapler-Syndrom, weil ich nie ernsthaft Saxophon gelernt habe“, sagt Shiroichi in einem Interview mit National Public Radio. „Andererseits wurde mir klar, dass ich meine eigene Geschichte zu erzählen habe, Dinge, die ich ausdrücken möchte.“

## Titelliste
- Patrick Shiroishi: Hidemi (American Dreams)[3]

1. Beachside Lonelyhearts 3:57
2. Tule Lake Like Yesterday 3:24
3. Jellyfish in the Sky 2:28
4. What Happens When People Open Their Hearts 2:46
5. Stand Up and Let Us Go and Witness This Ourselves 1:46
6. To Kill a Wind-Up Bird 3:04
7. Without the Threat of Punishment There Is No Joy in Flight 2:59
8. The Dowager’s Clipped Wings 2:36
9. The Long Bright Dark 2:44

Die Kompositionen stammen von Patrick Shiroishi.

## Rezeption
Hoffnung, Ausdauer und Anmut sind einige der musikalischen Themen dieses kraftvollen, emotional aufgeladenen Albums, schrieb Chris Ingalls. Der Eröffnungstrack „Beachside Lonelyhearts“ würde mit drei lauten Stössen auf dem Saxophon beginnen, als würde er die Musik wie einen schrillen Alarm ankündigen. Was im Rest des Liedes folge, sei ein wunderschönes Zusammenspiel von Shiroishis [im Mehrspurverfahren] überspielten Saxophonen, lyrisch und majestätisch, oft jeweils in einem Take aufgenommen – wie auch der Rest des Albums. Mit Tempi, die von düster zu frenetisch und wieder zurück wechseln, stelle das Lied die Kombination aus Zärtlichkeit und Kakophonie vor, die sich durch die neun Stücke des Albums ziehe.

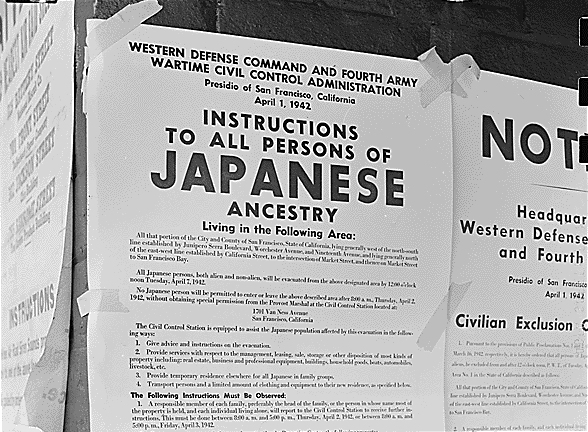
Befehl an alle japanischstämmigen Bewohner San Franciscos, sich innerhalb einer Woche an Sammelpunkten zum Abtransport einzufinden.

In einer Reihe mehrspuriger Trios, Quartette und Quintette für Saxophon stelle Shiroishi den Schrecken dar, in eine Gesellschaft zurückzukehren, die einen für seine bloße Existenz bestrafen wollte, um dann aber die absolute Überlebensfreude auszustrahlen, schrieb Grayson Haver Currin im National Public Radio. Es sei ein Durchbruch für Shiroishi gewesen und seine erste Meisterleistung, eine Erkenntnis nicht nur darüber, wie viel er zu sagen hatte, sondern auch seiner Fähigkeit, komplexe Musik zu schwierigen Themen zu interpretieren.
Ob Solo- oder Gruppenkontext, der Saxophonist Patrick Shiroishi sei ein bemerkenswert anpassungsfähiger Spieler. Er sei in der Lage, systemisch komplexe Musik zu spielen, die gleichzeitig emotional und ausdrucksstark ist, schrieb Mike Borella in Avant Music News, und diese Fähigkeiten würden in Hidemi gut veranschaulicht. Auch wenn einige Momente ins Leere laufen, sei der Gesamtton strukturiert, mit Anklängen an Minimalismus und dicht kontrapunktischen Passagen. In diesen Stücken stecke tatsächlich ein unvermeidlicher Schmerz, mit klagendem Wehklagen und melancholischen Tönen. Aber Shiroishi lasse auch einen Hauch von Freude erkennen – nicht so sehr eine Akzeptanz der Vergangenheit, sondern eine Anerkennung dafür, wie sie die Gegenwart geprägt hat –, die Raum für ein gewisses Maß an Optimismus hinsichtlich der Zukunft lässt. Diese emotionale Nuance sei in „The Long Bright Dark“, dem Schlussstück des Albums, vorherrschend. Mehrspurige Saxofone sorgten für schwebende Rhythmen für ein melancholisches Sopransolo, gefolgt von einem kurzen Gesang von Shiroishi, der den Schmerz lindern könnte.